# Kosakonia
Kosakonia ist eine Gattung von Bakterien. Mehrere Arten fördern das Pflanzenwachstum durch Stickstofffixierung, sie zählen zu den sogenannten Plant Growth Promoting-Rhizobacteria (PGPR).

## Merkmale
Die Zellen sind stäbchenförmig, mit abgerundeten Enden und peritrich begeißelt. Der Gramtest verläuft negativ. Die Arten sind fakultativ anaerob, d. h. sie zeigen sowohl unter anoxischen Bedingungen (also ohne Sauerstoff) als auch unter oxischen Bedingungen (in Gegenwart von Sauerstoff)  Wachstum. Der Katalase-Test verläuft positiv, der Oxidase-Test negativ. Bei den meisten Arten liegt die optimale Temperatur für das Wachstum bei 30–35 °C. Viele Arten zeigen noch Wachstum bei 4 °C. Nitrat wird zu Nitrit reduziert. Glucose wird unter Säure- und Gasbildung fermentiert. Der Voges-Proskauer-Test verläuft positiv. Je nach Art können Verbindungen wie N-Acetylglucosamin, L-Arabinose, D-Cellobiose, D-Fructose, D-Galactose, Gentiobiose, D-Glucose, Lactose, Maltose, D-Mannit, L-Rhamnose, D-Sorbit, Saccharose oder D-Trehalose als einzige Kohlenstoffquelle für Energiegewinn und Wachstum genutzt werden.

## Ökologie und mögliche Nutzung
Viele Arten von Kosakonia wirken sich positiv auf das Wachstum von Pflanzen aus. Sie zählen zu den sogenannten Pflanzenwachstumsfördernden Rhizobakterien (Plant Growth Promoting-Rhizobacteria, PGPR). So können sie Stickstoff fixieren und sind somit für den Einsatz zur ökologischen Wachstumsförderung von Pflanzen im Interesse.
K. arachidis wurde aus der Rhizosphäre von Erdnüssen isoliert. Die Arten K. oryziphila und K. oryzendophytica wurden beide von Reis isoliert, K. pseudosacchari vom Maiswurzelgewebe,  K. oryzae vom Wildreis, K. radicincitans vom Winterweizen, Mais, Rettich und Tomate und K. sacchari vom Zuckerrohr.
Kosakonia arachidis wurde als Fixierer von Eisen(III)-oxid (Fe3+) untersucht. Eisen ist für das Wachstum von Pflanzen von enormer Bedeutung. Die in der Umwelt am häufigsten vorkommende Form dieses Elements ist das dreiwertige Eisen (Fe3+), welches aufgrund seiner geringen Löslichkeit für Pflanzen nicht verfügbar ist. Kosakonia arachidis bildet zur Eisenfixierung Siderophore, Moleküle die mit Eisen Chelatkomplexe bilden. Das Bakterium gibt die Siderophore in die Umgebung ab, die mit Fe3+ gebildeten Chelatkomplexe werden dann wieder aufgenommen. Die Bakterien können somit das Eisen fixieren und für den Stoffwechsel verfügbar machen. Diese eisenbindende Eigenschaften von Siderophoren könnten genutzt werden, um die Bioverfügbarkeit dieses wichtigen Pflanzenelements zu verbessern. Die Anwendung von Siderophoren im Boden kann die Aufnahme von Eisen durch die Pflanzen erhöhen und sie z. B. vor Eisenmangel (Chlorose) schützen, die durch das Auftreten gelber Blätter gekennzeichnet ist.
Die Verbindung 1-Aminocyclopropancarbonsäure (ACC) kann von Bodenmikroorganismen  als Stickstoff- und Kohlenstoffquelle genutzt werden. K. sacchari bildet hierzu das Enzym ACC-Desaminase. Das Enzym hemmt die Produktion von Ethen. Eine kleine Menge Ethen kann sich bei Pflanzen positiv auswirken, größere Konzentrationen können jedoch der Pflanze schaden und z. B. zu Alterung, Verfärbung und Entlaubung führen. Es wurde nachgewiesen, dass die Verwendung von ACC zur Düngung von Böden positive Auswirkungen auf das Pflanzenwachstum haben kann. Speziell wurde der Einfluss von K. sacchari gebildeten ACC-Desaminasen untersucht, hierbei wurde u. a. eine Verbesserung der Photosyntheserate festgestellt.
Kosakonia cowanii  wurde aus dem Darm von Malariamücken Anopheles isoliert. K. cowanii hemmt hier den Erreger der Malaria tropica, Plasmodium falciparum, innerhalb des Darmlumens der Mücke Anopheles gambiae in das Mitteldarmepithel einzudringen. Der hemmende Effekt wird mit der Produktion reaktiver Sauerstoffspezies in Verbindung gebracht, die ein hochgradig oxidatives, für den Malaria Erreger schädliches Umfeld schaffen.
Die Typusart Kosakonia cowanii (ursprünglich als Enterobacter cowanii beschrieben) ist auch krankheitserregend beim Menschen.

## Systematik
Die Typusart wurde zuerst 2000 als Enterobacter cowanii beschrieben. Die Gattung Kosakonia wurde aufgrund der Bearbeitung der Taxonomie von Enterobacter im Jahr 2013 neu aufgestellt. Hier wurden die Arten Enterobacter cowanii, E. radicincitans, E. oryzae und E. arachidis in die neue Gattung verschoben und entsprechend umbenannt.
Es folgt eine Liste einiger Arten:
- Kosakonia arachidis (Madhaiyan et al. 2010) Brady et al. 2013
- Kosakonia cowanii (Inoue et al. 2001) Brady et al. 2013
- Kosakonia oryzae (Peng et al. 2009) Brady et al. 2013
- Kosakonia oryzendophytica (Hardoim et al. 2015) Li et al. 2016
- Kosakonia oryziphila (Hardoim et al. 2015) Li et al. 2016
- Kosakonia pseudosacchari Kämpfer et al. 2018
- Kosakonia quasisacchari Wang et al. 2019
- Kosakonia radicincitans (Kämpfer et al. 2005) Brady et al. 2013
- Kosakonia sacchari (Zhu et al. 2013) Gu et al. 2014